# Conphidance
Uchenna "Conphidance" Echeazu es un actor, escritor, comediante, músico y productor nigeriano-estadounidense. Comenzó su carrera en el entretenimiento como bailarín y baterista. Es principalmente conocido por protagonizar y ser el rostro de la serie Little America de Apple TV+, un papel recurrente de estrella invitada en Bob Hearts Abishola, Interpretó a Okoye en American Gods, un papel recurrente como Curtis "CJ" Jackson en Complications y un papel secundario en The Sacrament.

## Primeros años
Confidance nació y creció en Nigeria. Posteriormente su familia se mudó a los Estados Unidos.

## Carrera
Conphidance interpretó el papel recurrente de Curtis "CJ" James Thompson en Complications junto a Chris Chalk y Jason O'Mara. Más tarde ese año, fue elegido para Survivor's Remorse junto a Tichina Arnold, Teyonah Parris y Erica Ash. Fue estrella invitada en Hidden America with Jonah Ray y desempeñó papeles secundarios en The Inspectors en CBS, Satisfaction en USA Network y Good Behavior en TNT. Aparece como Okoye junto a Orlando Jones en la serie de fantasía de Starz American Gods, basada en la novela de Neil Gaiman, así como en el drama Navy SEAL del History Channel, Six. En películas, interpretó papeles secundarios en Fist Fight, The Sacrament y Klippers.

## Filmografía

### Películas
| Año  | Título                          | Papel                    | Notas                          |
| ---- | ------------------------------- | ------------------------ | ------------------------------ |
| 2012 | Downline                        | Ikuku                    |                                |
| 2013 | Brotherly Love                  | Emeka                    | Productor                      |
| 2013 | The Sacrament                   | Guía #1                  |                                |
| 2014 | Far From the Altar              | Kevin                    |                                |
| 2016 | Burning Bridges                 | Chase                    |                                |
| 2016 | Allegiant                       | Soldado sin facción      |                                |
| 2016 | Domestic Seduction              | Michael Oto/The Nigerian |                                |
| 2016 | Jake                            |                          | Productor                      |
| 2017 | Fist Fight                      | Gánster                  |                                |
| 2017 | Lifeline                        | Jonah                    |                                |
| 2017 | 5 Steps To Get Over Your Ex     | Egypt                    |                                |
| 2018 | Klippers                        | Baterista                | Productor                      |
| 2018 | Samiya                          | Wale                     | Productor ejecutivo, productor |
| 2018 | Cold City                       | Benjamin                 |                                |
| 2018 | I Am My Own Mother              | Kent                     |                                |
| 2019 | Moni                            | Seleem                   |                                |
| 2019 | Flipped                         | Amare Diallo             |                                |
| 2022 | Honk for Jesus. Save Your Soul. | Keon Sumpter             |                                |

### Televisión
| Año       | Título                               | Papel                        | Notas                                                |
| --------- | ------------------------------------ | ---------------------------- | ---------------------------------------------------- |
| 2011–2012 | Day Buy Day with Onye-Ala            | Onye Ala                     | 7 episodios; también productor                       |
| 2014      | The Originals                        | Líder de la banda            |                                                      |
| 2014      | Satisfaction                         | Músico                       | Episodio: "Through Partnership"                      |
| 2015      | Complications                        | Curtis "CJ" Jackson          | 8 episodios                                          |
| 2015      | Survivor's Remorse                   | Musician                     | Episodio: "Homebound"                                |
| 2016      | The Inspectors                       | Chris Youngsten              | Episodio: "The One That Got Away"                    |
| 2016      | Good Behavior                        | Conductor de vehículo urbano | Episodio: "So You're Not an English Teacher"         |
| 2016      | Hidden America with Jonah Ray        | Dimici                       | Episodio: "Atlanta: Past, Present, Living, and Dead" |
| 2016      | Going In Sketch Comedy Show          | Marcell                      | 2 episodios                                          |
| 2015–     | Take It or Leave It with Conphidance | Él mismo                     | Productor                                            |
| 2017      | Six                                  | Activo de la CIA/Conductor   | Episodio: "Man Down"                                 |
| 2017      | American Gods                        | Okoye                        | Episodio 1.4 "The Secret of Spoons                   |
| 2017      | Project Isisx                        | Folami                       |                                                      |
| 2018      | Valor                                | Segundo guardia de Khalid    | Episodio "1.12": "Oscar Mike"                        |
| 2018      | Atlanta                              | Dueño                        | Episodio 2.3 "Money Bag Shawty"                      |
| 2018      | Timeless                             | Soldado sindical moribundo   | episodio 2.9 "The General"                           |
| 2019–     | Bob Hearts Abishola                  | Pastor Balogun               | 2 episodios                                          |
| 2020      | Little America                       | Iwegbuna Ikeji               | Episodio 1.3 "The Cowboy"                            |